# Ирмень (племенной завод)
Племзавод «Ирмень» (ранее — колхоз «Большевик») — российский агропромышленный комплекс, расположенный в селе Верх-Ирмень Новосибирской области. Основан в 1958 году. Крупнейший производитель молока в Новосибирской области.

## Расположение
Предприятие расположено в селе Верх-Ирмень Ордынского района в 73 км юго-западнее Новосибирска.

## История
Племзавод был основан в 1958 году на базе 12 колхозов.
В 1972 году руководителем колхоза «Большевик» стал Юрий Бугаков, остававшийся до своей смерти владельцем предприятия, приватизированного после распада СССР.
В 2001 году на предприятии вывели новый ирменский тип чёрно-пёстрого скота на основе голштино-фризской породы коров. Работа по селекции велась с 1980-х годов.

## Производство
Основная продукция завода — молоко, меньший процент в производстве занимают мясо и зерно.
В 2010 году агропромышленный комплекс произвёл свыше 10 тысяч тонн молока и 2,5 тысяч тонн мясной продукции.

### Урожайность
В 1968 году урожайность достигла 9,8 ц/га, в 2010 году этот показатель составил 35 ц/га.

## Финансовые показатели

### 2010
Выручка — 850 млн ₽, чистая прибыль — 180 млн ₽.

### 2017
Выручка — 2,1 млрд ₽, чистая прибыль — 535,2 млн ₽.

### 2019
Выручка — 2,4 млрд ₽, чистая прибыль — 494 млн ₽.